# Reserva de la biosfera de Rhön

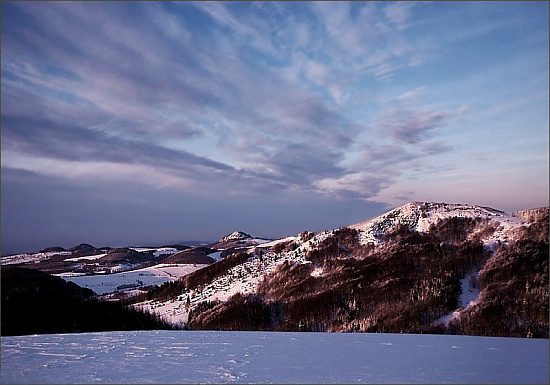
Milseburg y Pferdskopf.

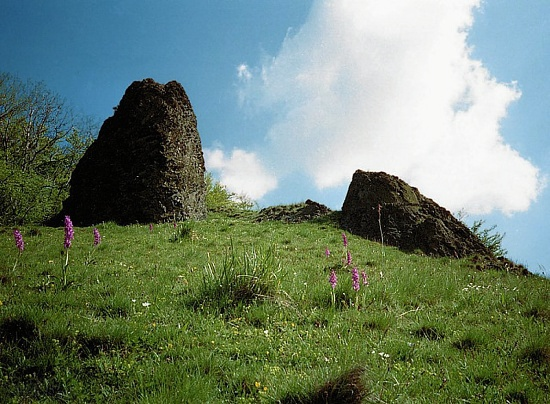
Prado de montaña con orquídea púrpura en el Alto Rhön.

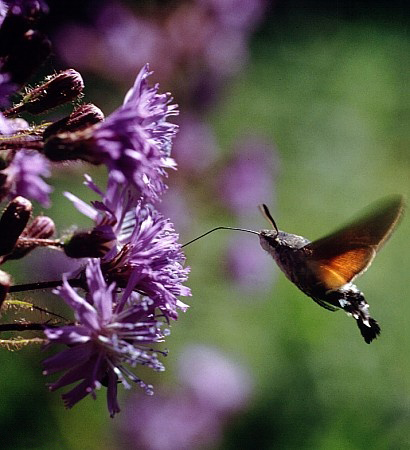
Esfinge colibrí alimentándose de Cicerbita alpina.

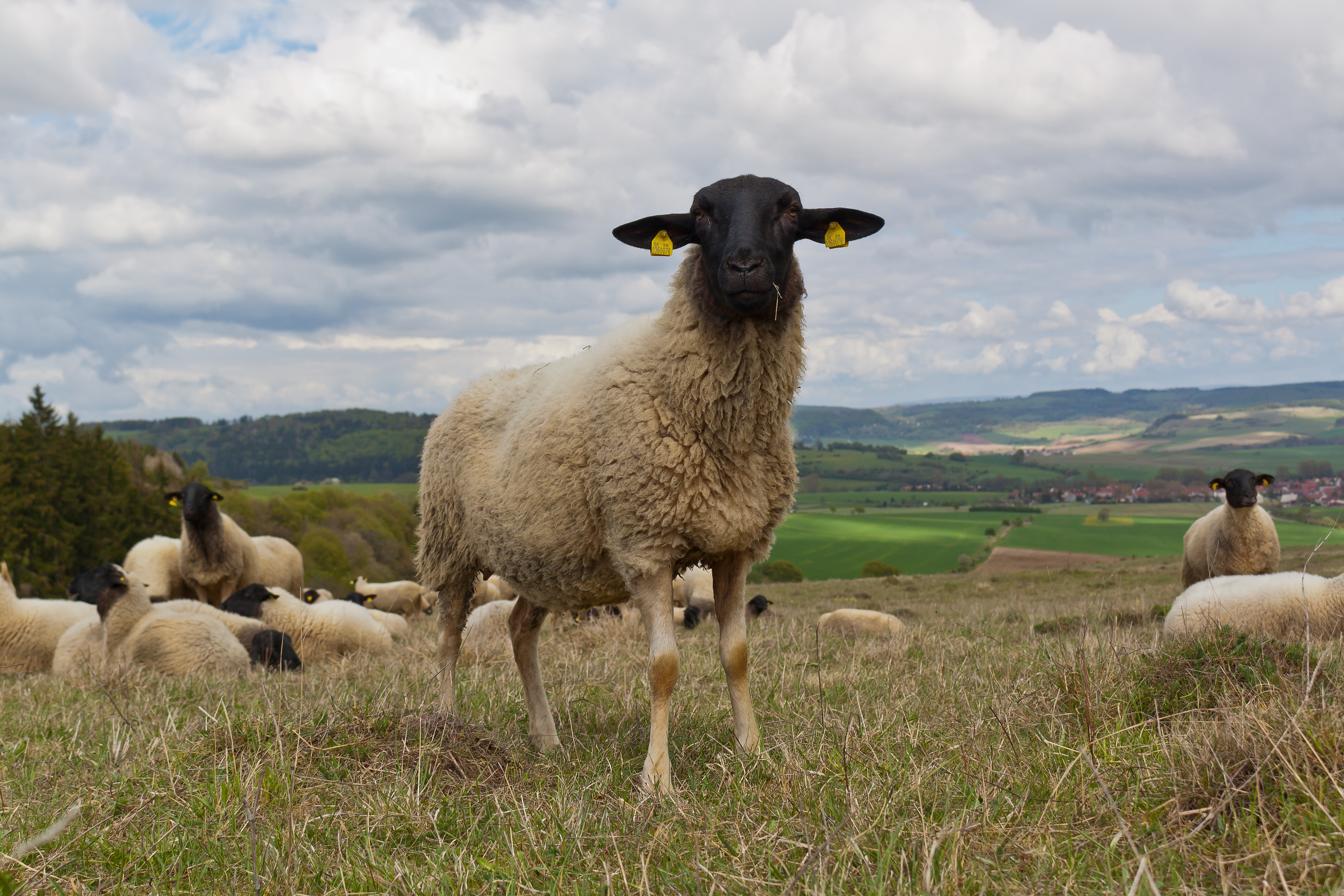
Oveja de Rhön.

La reserva de la biosfera de Rhön incluye toda la zona central de los Montes Rhön, una cadena montañosa de baja altura en los estados alemanes de Hesse, Baviera y Turingia.

## Propósito
En 1991 el Rhön fue reconocido a nivel internacional por la Unesco como una reserva de la biosfera. El propósito de esta reserva de la biosfera es, considerando la agricultura local, protección de la naturaleza, el turismo y el comercio, para asegurar la variedad y la calidad de los hábitats de toda la región de Rhön. Esto implica la creación de un desarrollo económico a largo plazo para la agricultura y el comercio que esté en sintonía con la protección y el cuidado de la naturaleza y el paisaje local. La gente se encuentra en el corazón de la reserva de la biosfera de Rhön. La idea es conseguir el llamado desarrollo sostenible, que armoniza los temas económicos y sociales con los medioambientales.

## Zonas
La reserva de la biosfera actualmente tiene una superficie total de 184.939 hectáreas, de las que 72.802 ha están en Baviera, 63.564 ha en Hesse y 48.573 ha en Turingia. Desde 1991-1995 se ideó un "Concepto para la protección, cuidado y desarrollo" para el Rhön con objetivos y medidas, en conjunción con los distritos, municipios, autoridades y sociedades. Siguiendo el sistema de zonificación de la UNESCO, 4.199 ha (2,27 %) de la tierra fue considerada como áreas nucleares que no se permite usar de manera directa para propósito alguno como la agricultura o la silvicultura. Otras 67.483 ha (36,49 %) se designan como zonas de protección donde sólo puede haber un uso cuidadoso de la tierra, compatible con la naturaleza. Las zonas restantes son las zonas de cooperción en la que se encuentran los pueblos y las ciudades del Rhön.